# Qingnian Nongchang (bondby i Kina, Liaoning Sheng, lat 40,99, long 120,93)
Qingnian Nongchang (kinesiska: 青年农场) är en bondby i Kina. Den ligger i provinsen Liaoning, i den nordöstra delen av landet, omkring 220 kilometer sydväst om provinshuvudstaden Shenyang. Antalet invånare är 400. Befolkningen består av 200 kvinnor och 200 män. Barn under 15 år utgör 5,0 %, vuxna 15-64 år 83 %, och äldre över 65 år 11,0 %.
Runt Qingnian Nongchang är det tätbefolkat, med 427 invånare per kvadratkilometer. Närmaste större samhälle är Nanpiao, 19,9 km nordväst om Qingnian Nongchang. Trakten runt Qingnian Nongchang består till största delen av jordbruksmark.
Genomsnittlig årsnederbörd är 723 millimeter. Den regnigaste månaden är juli, med i genomsnitt 177 mm nederbörd, och den torraste är februari, med 4 mm nederbörd.